# Pittidae
Los pítidos (Pittidae) son una familia de aves paseriformes. Comprende cuarenta y dos especies de pitas, pájaros de tamaño mediano o pequeño (de 15 a 29 cm), con el pico fuerte, la cola corta y las patas largas y fuertes. Muchas especies tienen el plumaje vivamente coloreado.
Habitan en las selvas ecuatoriales de las ecozonas afrotropical, indomalaya y de Australasia. Son bastante terrestres; se alimentan de caracoles, insectos y otros invertebrados. Suelen ser pájaros solitarios; ponen hasta seis huevos en un gran nido esférico construido en un árbol o arbusto, o a veces en el suelo. Muchas especies son migratorias, y a menudo aparecen en lugares extraños, como jardines, durante la migración.

## Etimología
El nombre de esta familia viene del género Pitta, transcripción latina por Vieillot de una palabra telugú que significa "pajarillo".

## Especies
Hydrornis
- Pita orejuda — Hydrornis phayrei (Blyth, 1862)
- Pita nuquiazul — Hydrornis nipalensis (Hodgson, 1837)
- Pita lomiazul — Hydrornis soror R.G.W. Ramsay, 1881
- Pita rojiza — Hydrornis oatesi (Hume, 1873)
- Pita de Schneider — Hydrornis schneideri Hartert, 1909
- Pita gigante — Hydrornis caeruleus (Raffles, 1822)
- Pita azul — Hydrornis cyanea Blyth, 1843
- Pita de Elliot — Hydrornis elliotii Oustalet, 1874
- Pita de Gurney — Hydrornis gurneyi Hume, 1875
- Pita cabeciazul — Hydrornis baudii S. Muller & Schlegel, 1839
- Pita barrada — Hydrornis guajanus (Statius Muller, 1776)
  - Hydrornis irena (Temminck, 1836)
  - Hydrornis schwaneri (Bonaparte, 1850)

Erythropitta
- Pita de Luzón — Erythropitta kochi Bruggemann, 1876
- Pita ventrirroja — Erythropitta erythrogaster Temminck, 1823
- Pita bandeada — Erythropitta arquata Gould, 1871
- Pita granate — Erythropitta granatina Temminck, 1830
- Pita graciosa — Erythropitta venusta S. Muller, 1836
- Pita de Ussher — Erythropitta ussheri Gould, 1877

Pitta
- Pita soberbia — Pitta superba Rothschild & Hartert, 1914
- Pita de Halmahera — Pitta maxima S. Muller & Schlegel, 1845
- Pita angoleña — Pitta angolensis Vieillot, 1816
- Pita pechiverde — Pitta reichenowi Madarasz, 1901
- Pita de Mindanao — Pitta steerii (Sharpe, 1876)
- Pita encapuchada — Pitta sordida (Statius Muller, 1776)
- Pita india — Pitta brachyura (Linnaeus, 1766)
- Pita ninfa — Pitta nympha Temminck & Schlegel, 1850
- Pita aliazul — Pitta moluccensis (Statius Muller, 1776)
- Pita de manglar — Pitta megarhyncha Schlegel, 1863
- Pita elegante — Pitta elegans Temminck, 1836
- Pita bulliciosa — Pitta versicolor Swainson, 1825
- Pita carinegra — Pitta anerythra Rothschild, 1901
- Pita arcoíris — Pitta iris Gould, 1842